# 水色飛行場
水色飛行場（スセクひこうじょう、朝鮮語: 수색비행장）は、大韓民国京畿道高陽市にある飛行場である。
大韓民国陸軍が所有し、諸般の運営権は韓国航空大学校が保有および管理をしている。
滑走路の側面に京義線韓国航空大駅が、反対側には韓国航空大学校のキャンパスが位置している。